# League of Ireland 2013
Die League of Ireland 2013 (offiziell: Airtricity League nach dem Ligasponsor Airtricity) war die 93. Spielzeit der höchsten irischen Fußballliga. Die Saison begann am 8. März 2013 und endete am 25. Oktober 2013. Titelverteidiger waren die Sligo Rovers.
Meister wurde St Patrick’s Athletic, die damit ihren achten Titel errangen.

## Modus
Die zwölf Mannschaften spielten jeweils dreimal gegeneinander. Jedes Team absolvierte dabei 33 Saisonspiele. Der Tabellenletzte stieg direkt ab, der Vorletzte musste in die Relegation.

## Vereine
| Verein                        | Wappen                        | Stadt    | Stadion            | Kapazität |
| ----------------------------- | ----------------------------- | -------- | ------------------ | --------- |
| Bohemians Dublin              | Bohemians Dublin              | Dublin   | Dalymount Park     | 7.955     |
| Bray Wanderers                | Bray Wanderers                | Bray     | Carlisle Grounds   | 3.250     |
| Cork City                     | Cork City                     | Cork     | Turners Cross      | 7.365     |
| Derry City                    | Derry City                    | Derry    | Brandywell Stadium | 7.700     |
| Drogheda United               | Drogheda United               | Drogheda | Hunky Dorys Park   | 2.000     |
| Dundalk FC                    | Dundalk FC                    | Dundalk  | Oriel Park         | 6.000     |
| Limerick 37                   | Limerick 37                   | Limerick | Jackman Park       | 3.000     |
| Shamrock Rovers               | Shamrock Rovers               | Dublin   | Tallaght Stadium   | 5.947     |
| Shelbourne FC                 | Shelbourne FC                 | Dublin   | Tolka Park         | 9.600     |
| Sligo Rovers                  | Sligo Rovers                  | Sligo    | The Showgrounds    | 5.500     |
| St Patrick’s Athletic         | St Patrick’s Athletic         | Dublin   | Richmond Park      | 5.340     |
| University College Dublin AFC | University College Dublin AFC | Dublin   | UCD Bowl           | 3.000     |

## Abschlusstabelle
| Pl. | Verein                        | Sp. | S  | U  | N  | Tore    | Diff. | Punkte |
| --- | ----------------------------- | --- | -- | -- | -- | ------- | ----- | ------ |
| 1.  | St Patrick’s Athletic         | 33  | 21 | 8  | 4  | 056:200 | +36   | 71     |
| 2.  | Dundalk FC                    | 33  | 21 | 5  | 7  | 055:300 | +25   | 68     |
| 3.  | Sligo Rovers (M)              | 33  | 19 | 9  | 5  | 053:220 | +31   | 66     |
| 4.  | Derry City (P)                | 33  | 17 | 5  | 11 | 057:390 | +18   | 56     |
| 5.  | Shamrock Rovers               | 33  | 13 | 13 | 7  | 043:280 | +15   | 52     |
| 6.  | Cork City                     | 33  | 13 | 7  | 13 | 047:500 | −3    | 46     |
| 7.  | Limerick 37 (N)               | 33  | 11 | 9  | 13 | 038:460 | −8    | 42     |
| 8.  | Drogheda United               | 33  | 8  | 14 | 11 | 044:460 | −2    | 38     |
| 9.  | University College Dublin AFC | 33  | 8  | 6  | 19 | 045:730 | −28   | 30     |
| 10. | Bohemians Dublin              | 33  | 7  | 8  | 18 | 027:470 | −20   | 29     |
| 11. | Bray Wanderers                | 33  | 7  | 6  | 20 | 033:660 | −33   | 27     |
| 12. | Shelbourne FC                 | 33  | 5  | 6  | 22 | 025:560 | −31   | 21     |

Platzierungskriterien: 1. Punkte – 2. Tordifferenz – 3. geschossene Tore

| (M) | amtierender irischer Meister     |
| (P) | amtierender irischer Pokalsieger |
| (N) | Neuaufsteiger                    |
| (R) | Sieger der Relegation            |

## Kreuztabelle
Die Kreuztabelle stellt die Ergebnisse aller Spiele dieser Saison dar. Die Heimmannschaft ist in der mittleren Spalte aufgelistet und die Gastmannschaft in der obersten Reihe. Die Ergebnisse sind immer aus Sicht der Heimmannschaft angegeben.
| Hinrunde (Runden 1–22) | Hinrunde (Runden 1–22) | Hinrunde (Runden 1–22) | Hinrunde (Runden 1–22) | Hinrunde (Runden 1–22) | Hinrunde (Runden 1–22) | Hinrunde (Runden 1–22) | Hinrunde (Runden 1–22) | Hinrunde (Runden 1–22) | Hinrunde (Runden 1–22) | Hinrunde (Runden 1–22) | Hinrunde (Runden 1–22)        | 2013                          | Rückrunde (Runden 23–33) | Rückrunde (Runden 23–33) | Rückrunde (Runden 23–33) | Rückrunde (Runden 23–33) | Rückrunde (Runden 23–33) | Rückrunde (Runden 23–33) | Rückrunde (Runden 23–33) | Rückrunde (Runden 23–33) | Rückrunde (Runden 23–33) | Rückrunde (Runden 23–33) | Rückrunde (Runden 23–33) | Rückrunde (Runden 23–33)      |
| Bohemians Dublin       | Bray Wanderers         | Cork City              | Derry City             | Drogheda United        | Dundalk FC             | Limerick 37            | Shamrock Rovers        | Shelbourne FC          | Sligo Rovers           | St Patrick’s Athletic  | University College Dublin AFC | Verein                        | Bohemians Dublin         | Bray Wanderers           | Cork City                | Derry City               | Drogheda United          | Dundalk FC               | Limerick 37              | Shamrock Rovers          | Shelbourne FC            | Sligo Rovers             | St Patrick’s Athletic    | University College Dublin AFC |
| ---------------------- | ---------------------- | ---------------------- | ---------------------- | ---------------------- | ---------------------- | ---------------------- | ---------------------- | ---------------------- | ---------------------- | ---------------------- | ----------------------------- | ----------------------------- | ------------------------ | ------------------------ | ------------------------ | ------------------------ | ------------------------ | ------------------------ | ------------------------ | ------------------------ | ------------------------ | ------------------------ | ------------------------ | ----------------------------- |
|                        | 3:2                    | 1:2                    | 0:4                    | 1:1                    | 0:2                    | 0:1                    | 0:0                    | 0:3                    | 0:3                    | 0:2                    | 2:1                           | Bohemians Dublin              |                          | 0:1                      | –                        | 2:0                      | –                        | 1:1                      | –                        | 1:0                      | –                        | 0:2                      | –                        | 1:3                           |
| 1:3                    |                        | 1:2                    | 2:3                    | 3:2                    | 0:1                    | 0:4                    | 0:0                    | 1:0                    | 0:0                    | 0:1                    | 2:2                           | Bray Wanderers                | –                        |                          | 1:2                      | –                        | –                        | 0:2                      | 1:0                      | –                        | 1:1                      | –                        | 1:3                      | 1:1                           |
| 2:1                    | 1:3                    |                        | 0:1                    | 1:0                    | 2:2                    | 2:3                    | 1:2                    | 1:1                    | 3:1                    | 0:2                    | 2:1                           | Cork City                     | 1:0                      | –                        |                          | 4:1                      | –                        | –                        | –                        | –                        | 5:3                      | –                        | 4:2                      | 2:0                           |
| 2:1                    | 2:0                    | 1:1                    |                        | 1:1                    | 0:1                    | 2:1                    | 2:1                    | 4:0                    | 0:1                    | 0:1                    | 2:4                           | Derry City                    | –                        | 2:0                      | –                        |                          | 0:2                      | –                        | 6:0                      | 0:0                      | 3:1                      | 1:2                      | –                        | –                             |
| 2:2                    | 2:1                    | 1:1                    | 2:3                    |                        | 0:1                    | 2:2                    | 0:3                    | 0:0                    | 1:1                    | 1:2                    | 3:2                           | Drogheda United               | 1:0                      | 2:0                      | 2:3                      | –                        |                          | –                        | 3:0                      | –                        | –                        | –                        | –                        | 1:1                           |
| 3:0                    | 1:0                    | 2:0                    | 1:3                    | 2:2                    |                        | 2:2                    | 0:0                    | 1:0                    | 1:3                    | 2:1                    | 2:3                           | Dundalk FC                    | –                        | –                        | 4:0                      | 3:0                      | 1:0                      |                          | 1:2                      | 3:1                      | –                        | 2:0                      | –                        | –                             |
| 2:1                    | 4:4                    | 0:0                    | 0:1                    | 0:1                    | 3:2                    |                        | 1:1                    | 0:0                    | 0:0                    | 0:1                    | 3:1                           | Limerick 37                   | 1:0                      | –                        | 2:1                      | –                        | –                        | –                        |                          | 2:0                      | 1:0                      | –                        | 0:0                      | 1:3                           |
| 1:1                    | 7:0                    | 1:1                    | 2:1                    | 1:1                    | 1:0                    | 1:0                    |                        | 1:0                    | 1:1                    | 3:0                    | 1:1                           | Shamrock Rovers               | –                        | 3:0                      | 2:1                      | –                        | 3:1                      | –                        | –                        |                          | –                        | 1:2                      | 0:4                      | –                             |
| 0:1                    | 1:2                    | 2:1                    | 0:1                    | 1:3                    | 1:3                    | 2:1                    | 0:0                    |                        | 0:2                    | 0:3                    | 2:0                           | Shelbourne FC                 | 0:3                      | –                        | –                        | –                        | 2:2                      | 1:2                      | –                        | 1:2                      |                          | –                        | –                        | 1:2                           |
| 0:0                    | 3:0                    | 2:0                    | 3:0                    | 2:2                    | 0:1                    | 2:1                    | 0:0                    | 2:0                    |                        | 1:1                    | 5:2                           | Sligo Rovers                  | –                        | 2:0                      | 0:0                      | –                        | 3:1                      | –                        | 2:0                      | –                        | 2:0                      |                          | –                        | –                             |
| 1:1                    | 2:0                    | 2:1                    | 1:1                    | 1:0                    | 1:2                    | 3:0                    | 0:0                    | 4:0                    | 2:0                    |                        | 5:0                           | St Patrick’s Athletic         | 1:1                      | –                        | –                        | 1:1                      | 0:0                      | 2:0                      | –                        | –                        | 1:0                      | 2:0                      |                          | –                             |
| 1:0                    | 4:5                    | 3:0                    | 0:6                    | 2:2                    | 1:2                    | 1:1                    | 2:0                    | 1:2                    | 0:3                    | 0:1                    |                               | University College Dublin AFC | –                        | –                        | –                        | 1:3                      | –                        | 0:2                      | –                        | 1:4                      | –                        | 0:3                      | 1:3                      |                               |

## Relegation
Der Elftplatzierte spielte gegen den Playoff-Sieger der First Division zwei Relegationsspiele. Das Hinspiel fand am 28. Oktober, das Rückspiel am 1. November 2013 statt.
|                                               | Gesamt |                                              | Hinspiel | Rückspiel |
| --------------------------------------------- | ------ | -------------------------------------------- | -------- | --------- |
| Bray Wanderers (Zehnter der Premier Division) | 5:4    | Longford Town (Sieger des Aufstiegsplayoffs) | 2:2      | 3:2       |

## Torschützenliste
| Pl. | Name            | Team                          | Tore |
| --- | --------------- | ----------------------------- | ---- |
| 01. | Rory Patterson  | Derry City                    | 18   |
| 02. | Pat Hoban       | Dundalk FC                    | 14   |
| 03. | Jason Byrne     | Bray Wanderers                | 13   |
| 03. | Ciaran Kilduff  | Cork City                     | 13   |
| 03. | David McMillan  | University College Dublin AFC | 13   |
| 03. | Declan O’Brien  | Drogheda United               | 13   |
| 07. | Anthony Elding  | Sligo Rovers                  | 12   |
| 07. | Michael Rafter  | Derry City                    | 12   |
| 09. | Anthony Flood   | St Patrick’s Athletic         | 10   |
| 10. | Conan Byrne     | St Patrick’s Athletic         | 09   |
| 10. | Chris Forrester | St Patrick’s Athletic         | 09   |
| 10. | Dean Kelly      | Shelbourne FC                 | 09   |
| 10. | Danny Morrissey | Cork City                     | 09   |